# المهدي الوزاني
أبو عبد الله محمد المهدي بن محمد بن خضر الحسني الوزاني الفاسي  (1266 هـ -   1850م، وزان  / 1342 هـ 1923م) . إمام مالكي وشيخ الشيوخ بالمغرب، ومفتي فاس، من أبرز مؤلفاته المعيار الجديد في اثني عشر مجلدا ضخما ومؤلف الكواكب النيارة على شرح ميارة في جزءين والمنح السامية من النوازل الفقهية في أربعة أجزاء وغيرها من المؤلفات.

## شيوخه
أخذ بفاس عن الشيخ عبد الله بن الشيخ إدريس الحسني الودغيري الشهير بالبدراوي وعن الشيخ محمد بن المدني كنون وعن الإخوة الثلاثة الشيخ المهدي بن الطالب بن سودة وشقيقه الشيخ عمر وشقيقهما الشيخ أحمد وعن الشيخ أحمد بن أحمد بناني كلا والقاضي الشيخ محمد -فتحا - بن عبد الرحمن العلوي الحسني وعن الشيخ محمد بن محمد المقري

## مؤلفاته
- الكواكب النيارة - ط حاشية على شرح ميارة للدر الثمين لميارة الفاسي في جزآن.
- المعيار الجديد - ط يعرف بالنوازل الجديدة الكبرى، في أحد عشر جزءا.
- المنح السامية من النوازل الفقهية - ط أربعة أجزاء، يعرف بنوازل الوزانى.
- حاشية على شرح التاودي للامية الزقاق - ط في القضاء.
- حاشية على شرح التاودي لتحفة ابن عاصم- ط في الفقه.
- حاشية على شرح المكودى للالفية - ط في النحو.[1]